# Skoobe
Skoobe (das Wort E-Books rückwärts geschrieben) ist ein im Jahr 2012 gestarteter Dienst, der eine Flatrate für eine begrenzte Auswahl von E-Books anbietet, d. h. man kann für einen monatlichen Festpreis unbegrenzt Bücher lesen. 2016 umfasste das Angebot nach eigenen Angaben mehr als 400.000 Bücher von 4.800 Verlagen, darunter tausende Titel auf Englisch und rund 10.000 auf Spanisch. Laut älterer Presseartikel waren Bücher von der Spiegel-Bestsellerliste für Belletristik nur „selten“ auf Skoobe verfügbar, mittlerweile gibt es dort aber eine eigene Kategorie mit Bestsellertiteln.
Das Unternehmen hinter dem Angebot, die Skoobe GmbH mit Sitz in München, wurde im August 2010 gegründet.

## Geschichte
Skoobe wurde 2010 von der Verlagsgruppe Georg von Holtzbrinck, der Verlagsgruppe Random House und dem Bertelsmann-Dienstleister Arvato gegründet. Geschäftsführer waren zunächst Christian Damke, der die kaufmännische Leitung des Unternehmens übernahm, und Henning Peters, der sich um die technische Leitung kümmerte. Von 2014 bis 2018 war Constance Landsberg Geschäftsführerin, seit Herbst 2018 ist Julian Manzel Geschäftsführer. Im Oktober 2018 wurde bekannt, dass die Buchkette Thalia durch eine Kapitalerhöhung mit einem Anteil von 50 Prozent Mitgesellschafter bei Skoobe wird. Zum 1. Januar 2022 erwarb die Thalia Bücher GmbH die Skoobe-Anteile der Penguin Random House Verlagsgruppe und der Holtzbrinck Publishing Group. Damit ist Skoobe eine 100-prozentige Tochter von Thalia.

## Technik
Die Nutzung von Skoobe ist mit folgenden Geräten möglich: iPad, iPhone, iPod touch (mindestens iOS 5.0 oder neuer), Android-Smartphones und -Tablets (mindestens Android 2.3 oder neuer) sowie dem Kindle Fire. Auf vielen E-Book-Readern ist Skoobe nicht nutzbar, da diese es nicht erlauben, Apps zu installieren. Auch auf einem Windows oder Linux PC ist es nicht nutzbar. Allerdings kann die Skoobe-App auf offenen Android-basierten E-Book-Readern installiert und genutzt werden, hierzu zählen beispielsweise das InkBOOK Calypso Plus, das InkBOOK Prime, der InkBOOK Classic 2, der Energy Sistem Reader oder die Icarus Illumina Serie (diese vier Geräte werden derzeit auf der Skoobe-Webseite zur Benutzung ihres Programms empfohlen). Seit Ende September 2021 ist zudem eine Nutzung von Skoobe auf tolino eReadern von Thalia und der Mayerschen Buchhandlung möglich.